# Dom Zdrojowy Marco w Swarzędzu
Dom Zdrojowy Marco (także: Kurort Livadia, niem. Kurhaus Marco lub Luftkurort Livadia) – nieistniejący ośrodek wypoczynkowo-letniskowy, zlokalizowany w Swarzędzu, nad brzegiem Jeziora Swarzędzkiego. Po ośrodku pozostał do czasów współczesnych budynek przy ul. Świętego Marcina 7.

## Historia
Obiekt, który istniał już w 1901, zbudował przybyły do Swarzędza z Krymu Hermann Marco. Pracował on na Krymie w carskich ogrodach przy tamtejszym pałacu Livadia, co dało asumpt nazwie. Był on właścicielem ogrodu, zespołu budynków oraz przystani nad jeziorem. Zespół wypoczynkowy był bardzo popularny wśród mieszkańców pobliskiego Poznania. Stanowił cel niedzielnych wycieczek. W Livadii funkcjonowała duża sala bankietowa ze sceną, oferowano przejażdżki łodziami po jeziorze oraz mieszkania wakacyjne. W ogrodzie funkcjonowało też małe ZOO. W niektóre letnie niedziele uruchamiano specjalne pociągi letniskowe z Poznania do Swarzędza. 
Właściciel słynął z równego traktowania klienteli polskiej i niemieckiej, co nie zawsze spotykało się z przychylnością niektórych Niemców zamieszkujących Swarzędz. W 1910 w restauracji kurortu Marco odbył się zjazd V Okręgu Związku Kół Śpiewackich Polskich.
W latach 1954–1990 w budynku funkcjonowało kino "Rusałka" prowadzone przez Okręgowe Przedsiębiorstwo Rozpowszechniania Filmów. Po zamknięciu kina budynek przekazano kościołowi katolickiemu. Przez pewien czas mieściła się w budynku hurtownia. Obecnie obiekt funkcjonuje jako Dom Akcji Katolickiej im. Jana Pawła II.